# Aderus arambourgi
Aderus arambourgi é uma espécie de coleoptera|Coleoptera da família Aderidae. A espécie foi descrita cientificamente pir Maurice Pic em 1939.

## Distribuição geográfica
Habita na Etiópia.